# 홍길동의 후예
"홍길동의 후예"는 2009년 11월 26일개봉된 대한민국의 코미디 액션영화이다. 홍길동을 소재로 한 영화이다.

## 등장인물

### 주인공
- 이범수 : 홍무혁 역
- 이시영 : 송연화 역
- 김수로 : 이정민 역
- 성동일 : 송재필 역

### 주변 인물
- 박인환 : 홍만석 역
- 김자옥 : 이명애 역
- 장기범 : 홍찬혁 역
- 조희봉 : 박 형사 역
- 고은미 : 최수영 역
- 김혁 : 정 실장 역

### 그 외 인물
- 박용수 : 부장검사 역
- 류의현 : 어린 홍무혁 역
- 원상연 : 홍길동 역
- 오세홍 : 임종 홍길동 역
- 박진택 : 안 사장 역
- 이빛나 : 푸드스타일링 역
- 채태석 : 정민 가드 1 역
- 홍정호 : 아카펠라 사내 4 역
- 전일범 : 탐관오리 역

## 제작
- 감독 : 정용기
- 조감독 : 조선호
- 연출부 : 유재욱, 정병식, 오세균, 정연
- 각본 : 박정우
- 각색 : 정용기, 조선호
- 기획 : 임승용